# Villa Medicea di Spedaletto

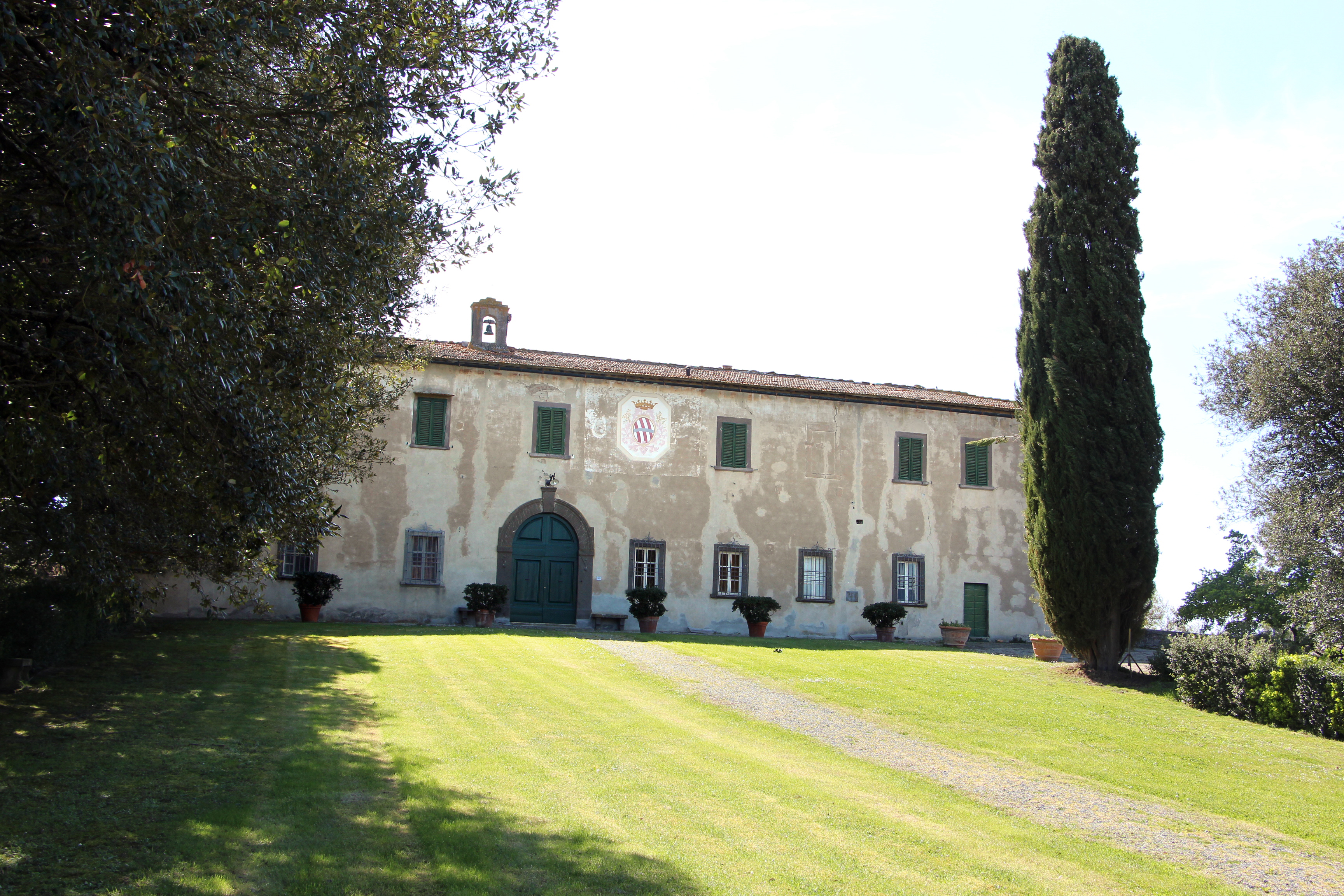
Villa di Spedaletto

A Villa Medicea di Spedaletto é um palácio italiano que se encontra em Spedaletto, uma localidade da comuna de Lajatico, pouco distante da Volterra.
Foi uma das villas de Lourenço o Magnífico, que mandou reedificá-la e ali permaneceu frequentemente. Se bem que tenha sido cedida pouco depois da sua morte, faz parte das chamadas Villas Médici.
Spedaletto deve o seu nome a um "Spedale" (hospital) dos cavaleiros hospitallários de Altopascio situado na vizinhança da Via Francigena. Este "Spedale dei Santi Ippolito e Cassiano" (Hospital dos Santos Hipólito e Cassiano), com as terras circundantes, foi concedido em enfiteusis a Lourenço o Magnífico em 1486, juntamente com a herdade da Agnano, próximo de Pisa.
A zona era altamente estratégica para os Médici, uma vez que Volterra, com as suas preciosíssimas minas de alumínio, tinha sido adquirida em 1472, e esta herdade podia representar um centro de controlo da zona. Por outro lado, na vizinhança estavam sempre presentes as termas de Bagno a Morba, que a mãe de Lourenço, Lucrezia Tornabuoni, tinha arrendado aos Cavalieri del Monte desde 1478. O ramo principal da família Médici sofria, de facto, de doenças hereditárias ligadas à gota, e o próprio Lourenço usava as termas para tratar-se com imersões nos banhos quentes, como escreve à filha Contessina "se Deus quiser, voltarei saudável como nunca fui". Numerosas foram as estadias de Lourenço até ao ano anterior à sua morte, ocorrida em 1492.
A fazenda de Spedaletto compreendia uma vintena de quintas e foi profundamente reorganizada por Lourenço imediatamente depois de adquirida, graças a novos cultivos, vinhas e pastagens. No que diz respeito ao edifício principal, a transformação em "casa da signore" ("casa senhorial")deu-se entre 1487 e 1491, reenglobando alguns elementos pre-existentes, como os robustos muros e a torre, dando ao edifício uma planta quadrangular com um pátio central, no qual se alinham uma loggia e um salão, de forma incomum no piso térreo.
O projecto parece ter sido entregue a Simone del Pollaiolo, chamado de il Cronaca, que permaneceu em Spedaletto no ano de 1490, mas se a villa tinah uma estruturara simples e funcional, a magnificência era dada pelas decorações pictóricas, com os artistas florentinos de maior prestígio empenhados na realização de afrescos, que, infelizmente, hoje estão completamente perdidos. Na loggia grande e no salão, segundo Giorgio Vasari, trabalharam, de facto, Domenico Ghirlandaio (Storie di Vulcano), Filippino Lippi, Pietro Perugino e Sandro Botticelli. A única descrição mais detalhada respeitante a este ciclo pictórico diz respeito às obras de Ghirlandaio, que Vasari descreve como povoadas de "muitos nús, fabricando com marteladas raios para Júpiter".
Depois da morte de Lourenço, ocorrida em 1492, a villa foi vendida pelo seu filho Piero de Médici a Francesco Cybo, em 1494, com a herdade de Agnano, tendo seguido a fortuna da família até 1606, quando Alberico Cybo Malaspina a vendeu ao Senador Tommaso Corsini. Os Corsini, cujo brasão se destaca pintado na fachada, são os actuais proprietários.